# Biblioteca Municipal de Santa Cruz de Tenerife
Die Biblioteca Municipal Central de Santa Cruz de Tenerife (Zentralbibliothek der Stadt Santa Cruz) befindet sich im Gebäude des Tenerife Espacio de las Artes TEA. Träger der Bibliothek ist die Stadt Santa Cruz de Tenerife. Die Einrichtung wird vom Cabildo de Tenerife unterstützt. Die Bibliothek ist Teil der Red de Bibliotecas de Canarias BICA (Netz der Bibliotheken der Kanarischen Inseln). Das Medienangebot richtet sich in erster Linie an Benutzer mit wissenschaftlichem Interesse. Ausleihbare Literatur, insbesondere Belletristik ist nicht unbedingt der Schwerpunkt der Bibliothek. Die Einrichtung ist eine Arbeitsbibliothek.

## Geschichte der Bücherei
Die Biblioteca Municipal de Santa Cruz de Tenerife wurde am 2. April 1888 eröffnet. Sie umfasste damals 7000 Bände, die hauptsächlich von der Sociedad Económica de Amigos del País (Wirtschaftliche Vereinigung der Freunde des Landes) und von Francisco de León Morales stammten, dem ersten städtischen Bibliothekar. Die Bibliothek wurde anfänglich in dem säkularisierten Franziskanerkloster eingerichtet. Im Jahr 1927 wurde sie vorübergehend in den Räumen der Anwaltskammer untergebracht. Im Jahr 1932 konnte sie zusammen mit dem Museum der Schönen Künste in das eigens hierfür errichtete Gebäude in der Calle José Murphy an der Plaza del Príncipe einziehen.
Ab dem Jahr 1999 wurden auch Räume des angrenzenden Gerichtsgebäudes mit benutzt. Die Bibliothek wurde durch die Lehrsammlung der Zeichenakademie und viele Sachspenden von Privatpersonen erweitert. Bis in die 1950er Jahre gab es keine geplante Ankaufspolitik. 
Seit 1977 werden mit einem Bücherbus (Biblioguagua) auch die Randbereiche der Stadt versorgt.
Im Jahr 1988 wurde der Katalog auf elektronische Datenverarbeitung umgestellt.
Im Ortsteil Ofra konnte 1995 die Biblioteca Federico García Lorca und 2002 die Biblioteca José Saramago im Ortsteil Añaza als Außenstellen eröffnet werden. Im Jahr 2002 begann mit der ersten Ausleihe von CDs für die Biblioteca Municipal Central de Santa Cruz de Tenerife das Multimediazeitalter.
2008 bezog die Bibliothek ihre neuen Räume im Tenerife Espacio de las Artes. Im Jahr darauf wurden die Bestände in den Red de Bibliotecas Canarias BICA (Netz der Bibliotheken der Kanarischen Inseln) integriert.

## Gliederung der Zentralbücherei
Die Zentralbücherei gliedert sich in drei Bereiche:
- Sala general (allgemeiner Saal) im Erdgeschoss
- Kinder- und Jugendbücherei im Untergeschoss
- nichtöffentlicher Teil, Depot und Verwaltung

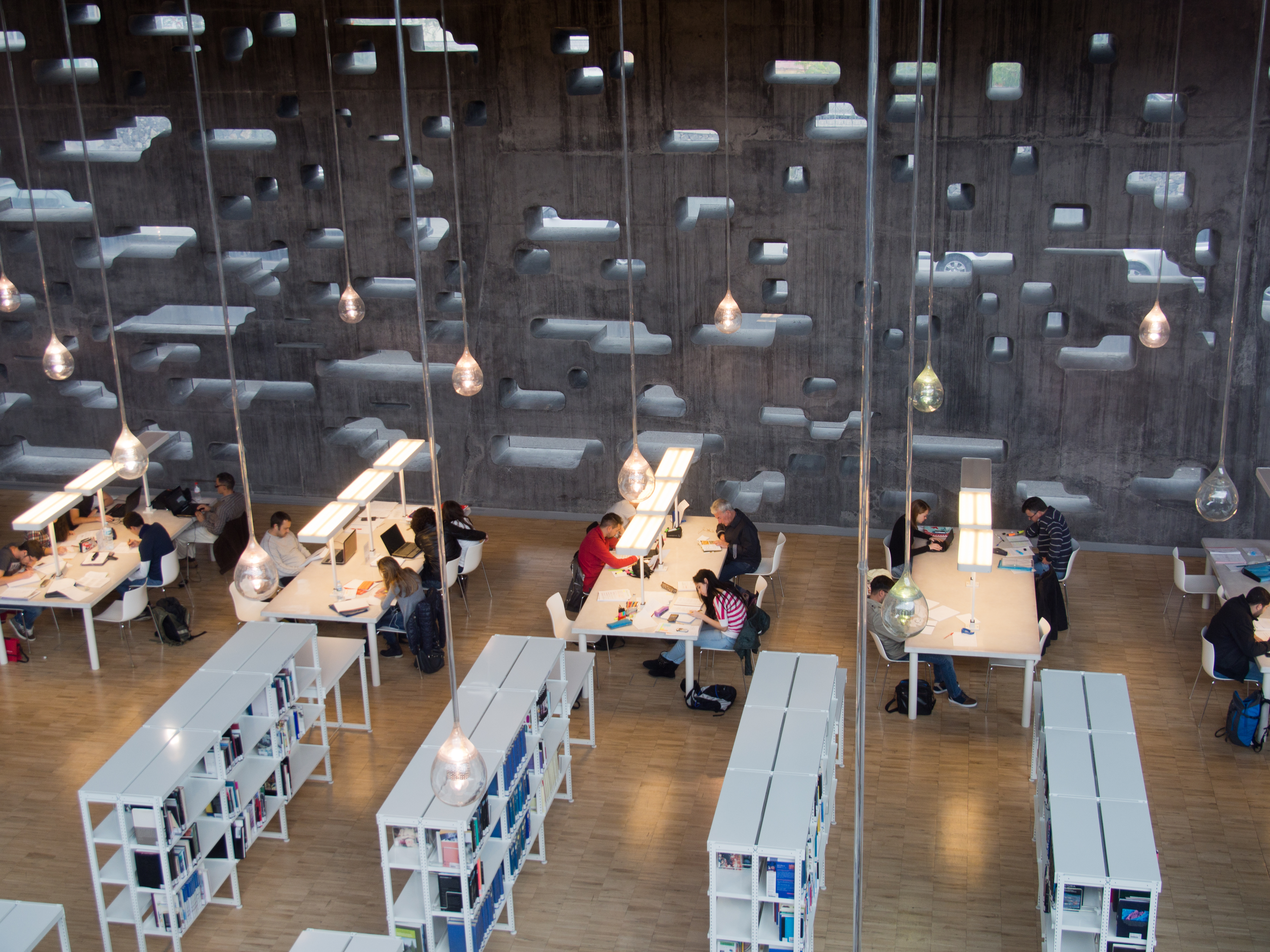
Blick in den Zentralen Arbeitsraum

### Sala general
In der Sala general stehen dem Benutzer etwa 200 Arbeitsplätze an Schreibtischen mit jeweils getrennter Beleuchtung und Stromanschluss zur Verfügung. Dazu kommen etwa 100 Leseplätze auf Sofas und 36 Computerplätze für die allgemeine Nutzung sowie zwei Computer für die Katalogabfrage und ein Münzfotokopiergerät. Der Saal, als auch das nebenan liegende Café haben kostenloses WiFi (WLAN). Montags bis freitags sind von 9.00 Uhr bis 20.45 Uhr an sieben Plätzen Mitarbeiter der Bibliothek ansprechbar. Der Raum ist klimatisiert und jeden Tag, auch an Sonn- und Feiertagen, 24 Stunden zugänglich (die Bibliothek ist also immer geöffnet). In den Regalen befinden sich etwa 100.000 Bücher und 14.000 CDs und DVDs. 
Auf einer dafür vorgesehenen Fläche des Saals finden regelmäßig Ausstellungen zu aktuellen Themen statt.
Das Zeitungsarchiv liegt in einem besonderen Teil dieses Saales. Dort sind aktuelle Ausgaben der örtlichen und große Teile der nationalen und internationalen Tagespresse direkt einsehbar. Das Zeitungsarchiv umfasst nahezu die gesamte Zeitungspresse der Insel Teneriffa, teilweise zurückgehend auf das Jahr 1785, als Originaldokumente, Mikrofilme oder Digitalisate.

### Kinder- und Jugendbücherei
Die Kinder- und Jugendbücherei hat 150 Leseplätze. In den Regalen befinden sich etwa 20.000 Bücher und 3.000 CDs und DVDs. Es gibt zwölf EDV-Plätze für die allgemeine Nutzung. Hier gibt es vormittags EDV-Kurse für Senioren. An zwei Stellen können Mitarbeiter der Bibliothek angesprochen werden. In den Ferien finden hier unterschiedliche Aktivitäten für Kinder und Jugendliche statt. Dieser Teil der Bibliothek ist an Schultagen montags bis freitags von 15.30 Uhr bis 20.45 Uhr geöffnet.

### Nichtöffentlicher Teil
In dem nichtöffentlichen Teil der Bibliothek befinden sich weitere vier Arbeitsplätze an welchen auf Mikrofilm aufgenommene Dokumente angesehen werden können. Das Depot beherbergt etwa 200 000 Originaldokumente.

## Zugang
Der Zugang zu den Einrichtungen in der Freihandbibliothek, zum Internet und zur Tagespresse ist frei. Bei der Nutzung der Bibliothekscomputer muss ein Personalausweis vorgelegt werden. Zur Ausleihe von Medien ist eine Anmeldung und die kostenlose Ausstellung eines Leseausweises Voraussetzung. Dieser ist für alle kanarischen Bibliotheken gültig. Die Ausleihe selbst ist kostenfrei. Fotokopien, Computerausdrucke sowie die Teilnahme an einigen Sonderveranstaltungen (Kursen) sind kostenpflichtig.